# Аль-Калям
Аль-Калям (араб. القلم — Тростниковое перо) — шестьдесят восьмая сура Корана. Сура мекканская. Ниспослана между сурами Аль-Алак  и Аль-Муззаммиль. Состоит из 52 аятов.

## Содержание
Сура защищает посланника Аллаха и ставит целью поднять его дух и укрепить его решимость, чтобы он продолжал придерживаться истины с непоколебимой решимостью. В ней наказание мекканцев уподобляется наказанию владельцев сада, о которых рассказано в этой суре. В суре содержится добрая весть для верующих и осуждение тех, кто не верит в Аллаха.

 ۝ Нун. Клянусь письменной тростью и тем, что они пишут! ۝ Ты по милости своего Господа не являешься одержимым. ۝ Воистину, награда твоя неиссякаема. ۝ Воистину, твой нрав превосходен. ۝ Ты увидишь, и они тоже увидят, ۝ кто из вас - бесноватый. ۝ Твой Господь лучше знает тех, кто сбился с Его пути, и лучше знает тех, кто следует прямым путём. ۝ Посему не повинуйся тем, кто считает истину ложью! ۝ Они хотели бы, чтобы ты был уступчив, и тогда они тоже стали бы уступчивы. ۝ Не повинуйся всякому расточителю клятв, презренному, ۝ хулителю, разносящему сплетни, ۝ скупящемуся на добро, преступнику, грешнику, ۝ жестокому, к тому же самозванцу, ۝ даже если он будет богат и будет иметь сыновей. 
—  68:1—14 (Кулиев)